# Mama Rosin
Mama Rosin ist ein Rock-’n’-Roll-Trio aus Genf (Schweiz), das von der Musik aus Louisiana und der Karibik sowie vom Rhythm and Blues beeinflusst ist. 2007 wurde die Band von Robin Girod und Cyril Yeterian gegründet und von dem Percussionisten Vanina Fisher (2007–2009), heute Xavier Bray begleitet.
Nachdem die Formation von Voodoo Rhythm Records unter Vertrag genommen worden war, folgten Tourneen durch Europa, Südamerika und Nordamerika. 2009 wurde das bandeigene Label Moi j'connais gegründet, das 2014 19 Musiker unter Vertrag stehen hatte. Im Jahr 2014 wurde die Gruppe für den Schweizer Musikpreis nominiert.
Auf dem Soloalbum „Ein leichtes Schwert“ der Musikerin Judith Holofernes von 2014 sind Mama Rosin bei dem Song „Pechmarie“ als Gastmusiker zu hören. Die Kollaboration kam über den Musiker Jörg Holdinghausen zustande, der Judith Holofernes im Vorfeld einige Songs von Mama Rosin vorgespielt hat. Auf der Tournee von Judith Holofernes traten sie 2014 als Vorgruppe auf.

## Diskografie
- 2008: Tu as perdu ton chemin (Voodoo Rhythm Records)
- 2009: Black Robert (Gutfeeling Records)
- 2009: Brule lentement (Voodoo Rhythm Records)
- 2011: Louisiana Sun (mit Hipbone Slim & The Knee Tremblers, Voodoo Rhythm Records)
- 2012: Bye Bye Bayou (Gutfeeling Records)